# Історія Люксембургу
Люксембург як самостійна держава бере початок від середньовічного графства, а надалі герцогства, що утворилось у X ст. Завдяки боротьбі великих держав Європи в XIX ст. він офіційно закріпив за собою статус незалежної держави.

## Доісторичний час
Археологи відзначають давність заселення території Люксембургу людьми. Період неоліту почався тут у 6-5 тис. до н. е. На цій території змінили одна одну кілька археологічних культур.

## Античність
До завоювання території сучасного Люксембургу римлянами його населяли кельти. Юлій Цезар завоював ці землі для Риму у 50-х рр. 1-го ст. до н. е. Територія Люксембургу ввійшла до складу римської провінції Белгіка.

## Середньовіччя
VII ст. — територія країни включена до складу Франкського королівства.
Історія самостійного графства Люксембург починається з 963 року, коли граф Зиґфруа Арденнський побудував на місці давньоримського поселення перший замок, названий пізніше «Північним Гібралтаром». У різні часи цією територією керували різні європейські правителі, що безсумнівно впливало на формування місцевих культурних цінностей і традицій. Герцогство з 1354, під управлінням Габсбургів 1482—1797; Франції 1797—1815; під управлінням Голландії з 1815 до 1830.
Зведені тут будівлі традиційні для Західної Європи й у той же час самобутні. Прикрасою старого міста є скельна капела Сен-Кірен (VI і XV ст.), готична церква Сен-Мішель (1519 р.), ренесансний Палац юстиції (XVII ст.), бароковий собор Нотр-Дам (XVII ст.).

## Новий час
На Віденському конгресі 9 червня 1815 року було вирішено надати Люксембургу статус Великого герцогства на правах  особистої унії з королівством Нідерландів. Під час Бельгійської революції 1830 року і проголошення Бельгією незалежності від Нідерландів, Люксембург став на бік Бельгії. 1839 року Люксембург було  розділено: західні валлонські регіони відійшли до Бельгії, а решта території залишилася під владою Нідерландів. Герцогству було надано право самоврядування. Впродовж 1842—1919 років Люксембург перебував у митному союзі з Німеччиною. У 1866—1867 рр. стався конфлікт поміж Францією та Пруссією, викликаний питанням про статус Люксембурзького герцогства. На правах особистого спадку воно належало королю Нідерландів Віллему I з Оранської династії. Одночасно з цим до червня 1866 року Люксембург нарівні з Лімбургом входив до Німецького союзу (аж до початку австро-прусської війни 17 червня 1866 роки) і значився федеральної фортецею з прусським гарнізоном. За Празьким миром 1866 Австрія втратила Шлезвіґ і Гольштейн, передала Італії Венеційську область. В результаті Австро-прусської війни Австрію було усунуто від загальнонімецьких справ. Замість ліквідованого Німецького союзу Пруссія створила Північнонімецький союз під своєю зверхністю.
1867 року Люксембург набув статусу «вічно нейтральної держави», згідно з рішенням Лондонської конференції. 17 жовтня 1868 року прийнято конституцію. Король Нідерландів Віллем III помер 23 листопада 1890 року, не маючи нащадка за чоловічою лінією. Після смерті батька 10-річна Вільгельміна вступила на престол, проте до її повноліття її мати Ема була за регентку Нідерландів. Так як люксембурзький престол тоді передавався по салічному закону, Вільгельміна успадкувала від батька тільки нідерландський престол, а персональна унія між Нідерландами та Люксембургом закінчилася. За великого герцога Люксембурзького став Адольф Нассауський. При цьому Бельгія запропонувала новому великому герцогу продати свої права на Люксембург їй, але той відмовив. Таким чином протестант Адольф Нассау-Вайльбург опинився на троні католицької держави Люксембург. В перші роки він стикнувся з низькою проблем, зокрема навіть не мав резиденції у Люксембургу  і жив тривалий час у своєму замку в Нассауському герцогстві. Маючи вже похилий вік Адольф I у 1902 році передав керування країною своєму синові Вільгельму. Помер Адольф 17 листопада 1905 року у замку Хоенбург (Баварія). 
Проте, офіційно Вільгельм став великим герцогом тільки у 1905 році. На цей момент він вже був тяжко хворим. З 1898 року Вільгельм страждав церебральною недостатністю. У січні 1906 року він переніс серйозний напад цієї хвороби. Протягом року він не міг виконувати свої обов'язки. В цей момент Леопольд II запропонував йому продати свої права на велике герцогство, але Вільгельм IV відмовився.
Намагаючись зберегти свою родину при владі, він вирішив змінити закон щодо спадкування корони великого герцога. Раніше на це мали право лише чоловіки. У 1907 році Вільгельм IV зміг умовити парламент затвердити новий закон, згідно з яким жінки отримали право наслідувати корону Люксембургу. Після цього спадкоємицею трону стала старша донька Вільгельма — Марія-Аделаїда. 
Проте діяльність нової великої герцогині не стала фактором, що об'єднав країну. Спочатку Марія-Аделаїда чітко окреслила права корони, що призвело до конфлікту з парламентом. Після смерті ж прем'єр-міністра Пауля Ейсхена у 1915 році, який займав цю посаду ще з часів правління її діда, великого герцога Адольфа I, Марія Аделаїда особисто почала формувати уряд. Це не дуже вдавалося молодій володарці держави. Тільки у 1915 році вона 5 разів розпускала кабінет міністрів.
Внаслідок цього держава поринула у чвари. В цей же час відбувалася Перша світова війна. Велике герцогство стало місце протистояння Франції й Німеччини. Ще раніше — 2 серпня 1914 року — державу окупував німецький вермахт. Слід зазначити, що двадцятирічна велика герцогиня Люксембурзька, захищаючи кордони своєї маленької держави, прибула в авто на прикордонний міст з Німецькою імперією й наказала водієві поставити авто поперек дороги. Ні вмовляння, ні погрози командира німецької дивізії на неї не подіяли. За наказом Вільгельма II її було ув'язнено в Нюрнберзький замок, де вона перебувала до закінчення війни. Марія-Аделаїда приймала у себе кайзера Вільгельма II, підтримувала стосунки з німецькими князівствами, а також дала згоду на заручення однієї з люксембурзьких принцес — Антуанетти — із спадкоємцем королівства Баварії — Рупрехтом Вітельсбахом. В результаті ситуація почала загострюватися. А після поразки Німеччини країни Антанти, особливо Франція та Бельгія, згадали про позицію великої герцогині під час Першої світової війни. У підсумку, Марія-Аделаїда 14 січня 1919 року зреклася трону на користь своєї сестри Шарлотти. За два тижні Марія-Аделаїда залишила Люксембург.

## XX століття
З 15 січня 1919 року, після зречення старшої сестри Марії Аделаїди стала на чолі держави Шарлотта. Під час референдуму 28 вересня 1919 року, що стосувався нової конституції, 77,8 % населення Люксембургу проголосували за продовження велико-герцогської монархії із Шарлоттою як главою держави. З прийняттям конституції влада монарха дістала чітке регламентування. 16 грудня 1920 року Люксембург став членом Ліги Націй. 
У 1921 році Люксембург увійшов до економічного та валютного союзу з Бельгією (UEBL), але протягом усього XX століття Німеччина залишалася найважливішим економічним партнером. 23 лютого 1923 року Люксембург встановив дипломатичні відносини з Естонією. У 1930-х роках співпраця з Бельгією погіршилася, оскільки держава опинилася під впливом європейської лівої та правої політики. Уряд намагався протистояти комуністичним заворушенням у промислових районах та водночас продовжував дружні відносини із нацистською Німеччиною. 

## Люксембург під час Другої світової війни
10 травня 1940 німецький Вермахт, розпочав одночасно вторгнення на територію Люксембургу, Нідерландів та Бельгії за планом операції «Гельб». Ніякого опору на території Люксембургу німцям не було надано. О 8:00 ранку в Люксембург увійшли французькі війська — 3-я кавалерійська дивізія, 1-а бригада спагі і танкова рота. Однак, через кілька годин французькі війська залишили Люксембург, не вступивши в бої проти німців. Протягом дня німці окупували країну. Родина монарха та уряд втекли до Франції.
Наступ почався з повітряного нальоту на аеродроми, командні пункти, військові склади й найважливіші індустріальні центри Нідерландів, Бельгії і Франції. Використавши тактику парашутних і планерних десантів, німцям вдалося в короткий термін паралізувати внутрішні райони Нідерландів. 13 травня розпочався штурм «Голландської фортеці», а вже 14 травня королевою Нідерландів була підписана повна капітуляція.
11 травня була зруйнована оборона бельгійців на каналі Альберта. Через територію Бельгії, обійшовши лінію Мажино з півночі, німецькі війська захопили майже всю Францію. Рештки англо-французької армії були витіснені у район Дюнкерка, де вони евакуювалися до Великої Британії. Франція змушена була підписати ганебну капітуляцію у відомому з 1918 року вагончику у Комп'єні.
На початку вересня 1942 року в країні відбулися страйки в знак протесту проти насильного приєднання до Німеччини і масової мобілізації до вермахту згідно з наказом за 30 серпня. Німецькою адміністрацією був жорстоко придушений заколот — 21 людину стратили, сотні людей відправили в табори. Гуаляйтер Люксембургу Густав Саймон оголосив про воєнний стан таким чином взявши під контроль цивільне населення держави. 
У вересні 1944 р. військові сили США звільнили більшу частину країни. Вони увійшли до столиці 10 вересня 1944 р. У грудні цього року  німецьким військам під час Арденнської операції вдалося захопити північ Люксембургу, але в січні 1945 року вони були відсунуті від Люксембургу союзниками на захід. 22 лютого 1945 року Люксембург було повністю звільнено. Під час війни загинуло в боях 5259 люксембуржців. 

## Повоєнний період
Велика Герцогиня Шарлотта повернувшись в країну в квітні 1945 року, здійснила поїздку регіонами, постраждалими у війні. 
У 1948 році Люксембург увійшов до союзу  Бенілюкс, із 1949 р. — вступ до НАТО. У 1957 р. Люксембург  став одним із засновників ЄЕС. 
1956 року Шарлотта отримала від Папи Римського Пія XII Золоту троянду. Це штучна троянда з пелюстками із золота, якою Папа Римський рідко і у виняткових випадках нагороджує католицьких принцес і жінок-монархів. 12 листопада 1964 року велика герцогиня Шарлота відреклася престолу на користь старшого сина Жана. 1969 року Шарлотта і принц Феліче відсвяткували 50-річчя спільного життя. Принц помер рік по тому. Останній раз Шарлотта з'явилася на публіці в травні 1985 року на зустрічі з папою римським Іоанном Павлом II. Вона померла 9 липня 1985 року і похована в усипальниці собору Нотр-Дам де Люксембург. З її смертю припинила існування Нассауська династія Люксембургу. Попри це, її нащадки зберегли титул Нассау, хоча належать до будинку Пармських Бурбонів.
У 1990-х роках Люксембург став однією із найзаможніших країн Заходу з високорозвиненою економікою. Банківська справа і фінансові послуги стали основним видом економічної діяльності. Люксембург — один з фінансових центрів Європи, і зараз тут знаходяться представництва 240 іноземних банків, яких привабили прийняті наприкінці 1970-х років найсприятливіші в ЄС закони про банківську діяльність, що гарантують збереження таємниці внесків.
При цьому влада Люксембургу докладає максимум зусиль, щоб зберегти неповторний шарм старого європейського міста. Важливий принцип, що діє у Люксембургу, — багатим містянам заборонено шокувати розкішшю власників сусідніх будинків. Усі громадяни рівні перед законом, права кожного неухильно дотримуються поза залежністю від соціального стану. Винятків не роблять навіть для Великого герцога Люксембургу. Ці обмеження спрямовані на дотримання принципів соціальної рівності. У їхній основі — уважне ставлення до всіх членів суспільства, що стало нормою і для влади, і для громадян Люксембургу.
З 1 січня 1999 року Люксембург увійшов одним з перших країн до Єврозони. 7 жовтня 2000 року після зречення з престолу герцога Жана великим герцогом Люксембургу став Анрі.